# Darwin Lom
Darwin Gregorio Lom Moscoso (Guastatoya, El Progreso, Guatemala, 14 de julio de 1997) es un futbolista guatemalteco que juega como delantero en el Comunicaciones FC de la Liga Guate Banrural de Guatemala.

## Trayectoria

### Chattanooga FC
El 10 de julio de 2020, firmó un contrato profesional con el equipo de fútbol estadounidense Chattanooga F. C.. Anteriormente había jugado para el equipo en 2017 mientras competía en la National Premier Soccer League.

### California United Strikers FC
El 24 de marzo de 2021, después de la temporada de otoño de 2020, firmó con California United Strikers F. C. para la temporada de primavera de NISA.

### Atlético de Hartford
El 17 de agosto de 2021, se unió al equipo del campeonato de la USL, Hartford Athletic. Hizo su debut ese día en una victoria por 2-1 frente al Charleston Battery

### Xelajú
En 2022 firma con Xelajú M. C. anotando un total de 14 goles entre el torneo Apertura y Clausura finalizando campeón del Clausura 2023.

## Selección nacional
Debutó durante la era del técnico Amarini Villatoro, el 4 de marzo de 2020 en un amistoso qué terminó 2-0 a favor de Panamá.

### Goles como internacional
| #  | Fecha                    | Lugar                                                          | Rival                        | Gol | Resultado | Competición                                  |
| -- | ------------------------ | -------------------------------------------------------------- | ---------------------------- | --- | --------- | -------------------------------------------- |
| 1. | 15 de noviembre de 2020  | Estadio Doroteo Guamuch Flores, Ciudad de Guatemala, Guatemala | Honduras                     | 2   | 2–1       | Amistoso                                     |
| 2. | 23 de enero de 2021      | Estadio Doroteo Guamuch Flores, Ciudad de Guatemala, Guatemala | Puerto Rico                  | 1   | 1–0       | Amistoso                                     |
| 3. | 27 de marzo de 2021      | Ergilio Hato Stadium, Willemstad, Curazao                      | Curazao                      | 1   | 3–0       | Eliminatorias Copa Mundial de Fútbol de 2022 |
| 4. | 4 de junio de 2021       | Estadio Doroteo Guamuch Flores, Ciudad de Guatemala Guatemala  | San Vicente y las Granadinas | 1   | 10–0      | Eliminatorias Copa Mundial de Fútbol de 2022 |
| 5. | 3 de julio de 2021       | DRV PNK Stadium, Fort Lauderdale, Florida, Estados Unidos      | Guyana                       | 1   | 4–0       | Eliminatorias Copa Mundial de Fútbol de 2022 |
| 6. | 27 de septiembre de 2022 | PNC Stadium, Houston, Texas, Estados Unidos                    | Honduras                     | 1   | 1–2       | Amistoso                                     |
| 7. | 20 de noviembre de 2022  | Dignity Health Sports Park, Carson (California, Estados Unidos | Nicaragua                    | 2   | 3–1       | Amistoso                                     |
| 8. | 12 de marzo de 2023      | PayPal Park, San José, California, Estados Unidos              | Panamá                       | 1   | 1–1       | Amistoso                                     |
| 9. | 27 de junio de 2023      | Lockhart Stadium, Fort Lauderdale, Florida, Estados Unidos     | Cuba                         | 1   | 1–0       | Copa Oro 2023                                |

## Clubes
| Club                             | País           | Año       |
| -------------------------------- | -------------- | --------- |
| N. E. Sharks                     | Estados Unidos | 2017      |
| Chattanooga F. C. (cedido)       | Estados Unidos | 2017      |
| N. E. Sharks                     | Estados Unidos | 2017-2019 |
| C. D. Guastatoya                 | Guatemala      | 2019-2020 |
| Chattanooga F. C.                | Estados Unidos | 2020-2021 |
| California United Strikers F. C. | Estados Unidos | 2021      |
| Hartford Athletic                | Estados Unidos | 2021-2022 |
| C. D. Malacateco                 | Guatemala      | 2022      |
| Xelajú M. C.                     | Guatemala      | 2022-2023 |
| Deportivo Mixco                  | Guatemala      | 2023-2024 |
| C.S Cartaginés                   | Costa Rica     | 2024-Act. |

## Palmarés

### Campeonatos nacionales
| Título             | Club      | País      | Año  |
| ------------------ | --------- | --------- | ---- |
| Torneo de Clausura | Xelaju MC | Guatemala | 2023 |